# Stussholmen
Stussholmen ou Stuvsholmane est une île norvégienne du comté de Hordaland appartenant administrativement à Torangsvåg.

## Description
Rocheuse et couverte d'une légère végétation, elle s'étend sur environ 348 m de longueur pour une largeur approximative de 104 m.